# ビッグ・マウンテン

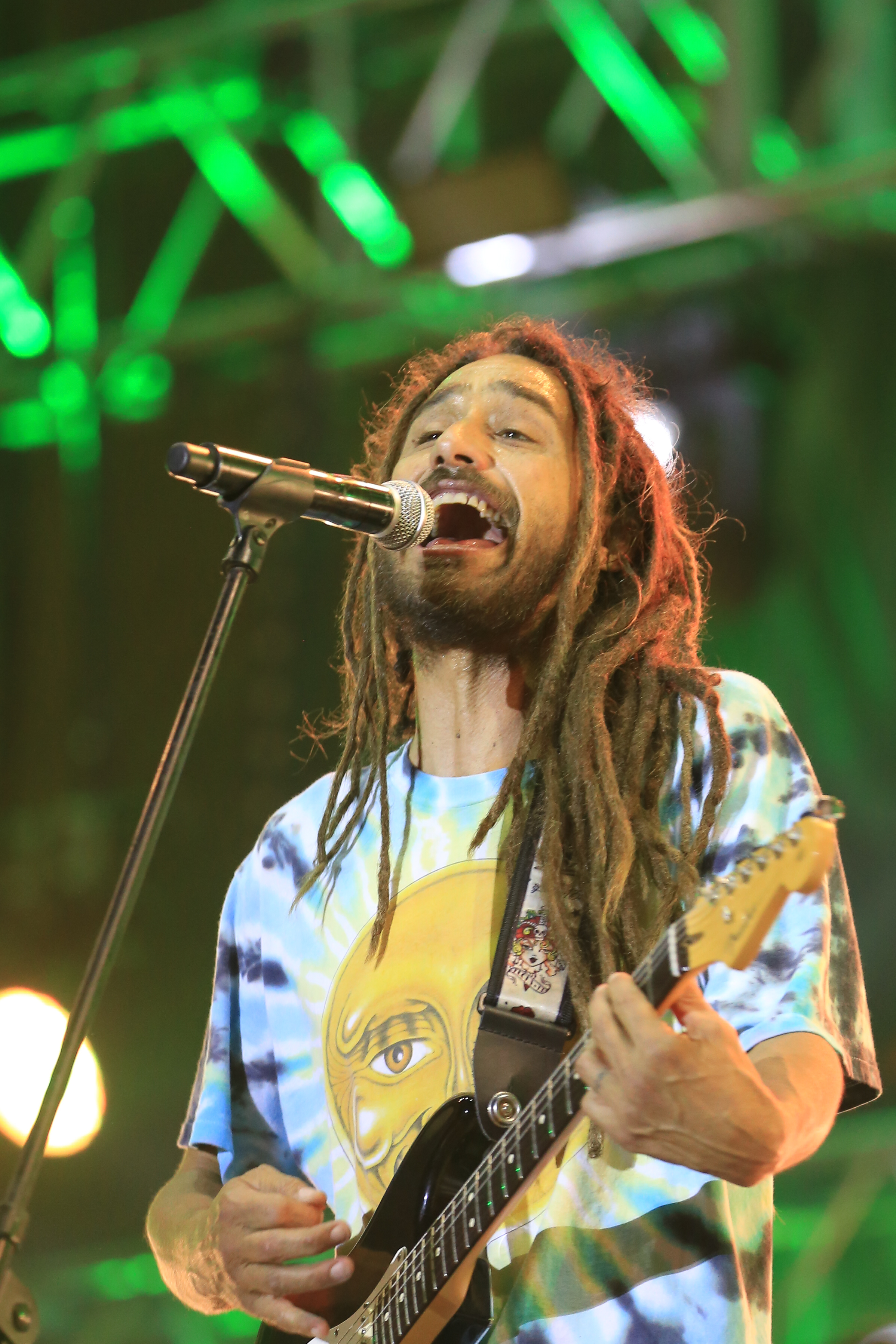
ホアキン・"キノ"・マクウィニー（2018年）

ビッグ・マウンテン（Big Mountain）は、アメリカのレゲエ・バンド。ピーター・フランプトンのカバー曲「ベイビー、アイ・ラヴ・ユア・ウェイ」が世界各国で大ヒットした。

## 概要
1980年代中頃、レゲエ・バンド「レインボー・ウォリアーズ (Rainbow Warriors)」としてカリフォルニア州サンディエゴにて活動をスタート。1988年に後のフロントマンとなるホアキン・"キノ"・マクウィニーが加入。バンドは「シロー (Shiloh)」名義でアルバムを発表している。1991年、ビッグ・マウンテンに改名。1993年、シングル「タッチ・マイ・ライト」がAmerican Top 40にランクイン。
前述の「ベイビー、アイ・ラヴ・ユア・ウェイ」は、映画『リアリティ・バイツ』にピーター・フランプトンのオリジナル・バージョンが挿入歌として使用されたが、サウンドトラック・アルバムには彼らのバージョンが収録された。
そのポップで親しみやすい音楽スタイルからアメリカのUB40と言われている。
2001年にはサザンオールスターズのヒット曲「TSUNAMI」（英題：A WAVE OF LOVE）をカバーした。

## メンバー

### 最新メンバー
- ホアキン・"キノ"・マクウィニー (Joaquin "Quino" McWhinney) – ボーカル、ギター (1988年– )
- マイケル・ハイド (Michael Hyde) – キーボード (1994年– )
- ポール・"グルーヴ・ガロア"・キャスティック (Paul "Groove-Galore" KasticK) – ドラム (1998年– )
- リチャード・"グーフィー"・キャンベル (Richard "Goofy" Campbell) – キーボード (1999年– )
- レジ―・グリフィン (Reggie Griffin) – ギター、サクソフォーン (2013年– )
- ダニー・ロピラート (Danny Lopilato) – ギター、ボーカル (2013年– )
- アンドレ・サイアス (Andre Sias) – ドラム (2013年– )
- ルイ・キャスティロ (Luis Castillo) – パーカッション、ボーカル (2013年– )
- ヤコブ・マクウィニー (Jakob McWhinney) – ギター (2013年– )
- マイケル・オーティス (Michael Ortiz) – ベース (2013年– )

### 旧メンバー
- リン・コープランド (Lynn Copeland) – ベース (1988年–2013年)
- グレゴリー・ブラクニー (Gregory Blakney) – ドラム (1988年–1994年)
- ジェローム・クルス (Jerome Cruz) – ギター (1988年–1994年)
- マンフレッド・リーンケ (Manfred Reinke) – キーボード (1988年–1994年)
- ランス・ローズ (Lance Rhodes) – ドラム (1988年–1994年)
- ジェームス・マクウィニー (James McWhinney) – パーカッション、ボーカル (1994年–2013年)
- トニー・チン (Tony Chin) – ギター (1994年–2013年)
- "グリズリー"・リチャード・オンスロウ ("Grizzly" Richard Onslow) – ツアーでのギター (2015年–2016年)
- ビリー・"ボーンズ"・ストール (Billy "Bones" Stoll) – キーボード (1994年–1998年)
- カールトン・"サンタ"・デイヴィス (Carlton "Santa" Davis) – ドラム (1994年–1998年)
- カーロス・アリアス (Carlos Arias) – ベース (2013年)
- スティーヴン・カマダ (Stephen Kamada) – ギター (2013年)
- ティム・パシェコ (Tim Pacheco) - ボーカル、パーカッション (2016年)

## ディスコグラフィ

### スタジオ・アルバム
- California Reggae (1988年、Quality) ※Shiloh名義
- 『ウェイク・アップ』 - Wake Up (1992年、Quality)
- 『ユニティ』 - Unity (1994年、Giant)
- 『レジスタンス』 - Resistance (1996年、Giant)
- 『フリー・アップ』 - Free Up (1997年、Giant)
- 『シングス・トゥ・カム』 - Things to Come (1999年、Pony Canyon)
- Dance Party (2000年、Momentum)
- 『ワン・ラヴ』 - One Love (2001年、Pony Canyon)
- 『クール・ブリーズ』 - Cool Breeze (2001年、Pony Canyon) ※サザンオールスターズの「TSUNAMI」、アントニオ・カルロス・ジョビン「イパネマの娘」等を収録
- 『ニュー・デイ』 - New Day (2002年、Pony Canyon)
- Perfect Summer (2016年、VPAL)

### コンピレーション・アルバム
- 『ザ・ベスト・オブ・ビッグ・マウンテン』 - The Best of Big Mountain (1998年、Giant)
- 『レゲエ・リメイクス〜カバーズ・イン・パラダイス』 - Reggae Remakes (2003年、Pony Canyon)
- 『グレイテスト・モーメンツ1999-2004』 - Big Mountain's Greatest Moments 1999–2004 (2004年、Pony Canyon)
- Versions Undercover (2008年、Rebel Ink)
- 『ベスト・グルーヴ』 - Best Groove (2013年、Pony Canyon)

### シングル
- 「タッチ・マイ・ライト」 - "Touch My Light" (1992年)
- "Reggae Inna Summertime" (1993年)
- 「ベイビー、アイ・ラヴ・ユア・ウェイ」 - "Baby, I Love Your Way" (1994年)
- 「アイ・ウッド・ファインド・ア・ウェイ」 - "I Would Find a Way" (1994年)
- 「スウィート・センシュアル・ラヴ」 - "Sweet Sensual Love" (1994年)
- 「ゲット・トゥゲザー」 - "Get Together" (1995年)
- "Where Do the Children Play" (1995年)
- 「カリビアン・ブルー」 - "Caribbean Blue" (1995年)
- 「オール・カインズ・オブ・ピープル」 - "All Kinds of People" (1997年)
- 「レッツ・ステイ・トゥギャザー」 - "Let's Stay Together" (1997年)
- "Leap of Faith" (2011年)
- "Blue Skies" (2013年)
- "Here Comes the Sun" (2016年) ※ビートルズのカヴァー